# Mariage (film)
Mariage is een Franse dramafilm uit 1974 onder regie van Claude Lelouch.

## Verhaal
Een pas getrouwd koppel gaat op 6 juni 1944 logeren in een slecht onderhouden strandhuis in Normandië. Ineens vallen er verzetslieden binnen en ze schieten door een raam naar Duitse soldaten op het strand. In de daarop volgende 30 jaar wordt het mislukken van hun huwelijk getoond.

## Rolverdeling
| Acteur            | Personage                   |
| ----------------- | --------------------------- |
| Bulle Ogier       | Janine Thierry              |
| Rufus             | Henri Thierry               |
| Marie Déa         | Eigenaresse                 |
| Caroline Cellier  | Meisje (1974)               |
| Bernard Le Coq    | Jongeman (1974)             |
| Charles Gérard    | Oorlogsveteraan             |
| Harry Walter      | Verzetsman                  |
| Léon Zitrone      | Zichzelf                    |
| Gérard Dournel    | Oorlogsveteraan             |
| Germaine Lafaille | Vrouw van generaal Tremblay |
| Jean Soulard      | Generaal Tremblay           |
| Oskar Freitag     | Duitse officier             |